# Apanteles pusaensis
Apanteles pusaensis är en stekelart som beskrevs av Lal 1942. Apanteles pusaensis ingår i släktet Apanteles och familjen bracksteklar. Inga underarter finns listade i Catalogue of Life.